# It's Hard
Albums de The Who
Face Dances
(1981) Endless Wire
(2006)
Singles
1. Athena
Sortie : 4 septembre 1982
2. Eminence Front
Sortie : 25 décembre 1982
3. It's Hard
Sortie : février 1983

It's Hard est le dixième album studio du groupe rock britannique The Who, sorti en 1982, et le dernier paru avant Endless Wire, sorti vingt-quatre ans plus tard. Il s'agit également du dernier album studio du groupe avec le bassiste John Entwistle et le batteur Kenney Jones.
La pochette du disque, œuvre de Graham Hughes, représente un jeune garçon jouant à Space Duel, un jeu d'arcade des années 1980, entouré par les quatre membres du groupe. La référence est évidemment l'album Tommy du même groupe: on assimile aisément la borne d'arcade à un flipper.[réf. nécessaire]
Les titres Athena et Eminence Front sont également parus en single. La chanson Eminence Front renferme le synthétiseur ARP 2600, que l'on retrouvait déjà sur des classiques tels que Baba O'Riley et Won't Get Fooled Again.
La plupart des critiques sont mauvaises, même si le magazine Rolling Stone lui attribue la note maximale de 5 étoiles.

## Fiche technique

### Titres
Toutes les chansons sont écrites et composées par Pete Townshend, sauf indication contraire.
| 1. | Athena         |                | 3:46 |
| 2. | It's Your Turn | John Entwistle | 3:39 |
| 3. | Cooks County   |                | 3:51 |
| 4. | It's Hard      |                | 3:47 |
| 5. | Dangerous      | John Entwistle | 3:36 |
| 6. | Eminence Front |                | 5:39 |

| 7.  | I've Known No War       |                | 5:56 |
| 8.  | One Life's Enough       |                | 2:22 |
| 9.  | One at a Time           | John Entwistle | 3:20 |
| 10. | Why Did I Fall for That |                | 3:56 |
| 11. | A Man Is a Man          |                | 3:56 |
| 12. | Cry If You Want         |                | 5:18 |

La réédition remasterisée de It's Hard parue en 1997 inclut quatre titres bonus enregistrés lors du dernier concert de la tournée de promotion de l'album, le 17 décembre 1982 à Toronto. Ce concert a depuis été édité en intégralité sur l'album Live from Toronto (2007).
| 13. | It's Hard        |                | 4:56 |
| 14. | Eminence Front   |                | 5:37 |
| 15. | Dangerous        | John Entwistle | 3:48 |
| 16. | 'Cry If You Want |                | 7:12 |

### Musiciens
- The Who :
  - Roger Daltrey : chant, guitare rythmique, chœurs sur Eminence Front et One at a Time
  - Pete Townshend : guitares, chœurs, chant sur Athena, Cooks County et Eminence Front, Orgue Lowrey et synthétiseur sur Eminence Front
  - John Entwistle : basse, cuivres, claviers, chœurs, chant sur One at a Time et Dangerous
  - Kenney Jones : batterie

- Musiciens supplémentaires :
  - Andy Fairweather-Low : guitare rythmique sur It's Your Turn
  - Tim Gorman (en) : claviers, piano électrique sur Eminence Front

### Équipe de production
- Glyn Johns : producteur, ingénieur du son
- Greg Fulginiti, Doug Sax : mastering
- Jon Astley (en), Bill Curbishley, Robert Rosenberg : producteur exécutif
- Graham Hughes : conception de la pochette, photographie